# Ron Ben-Yishai
Pour les articles homonymes, voir Yishai.
Ron Ben-Yishai (en hébreu : רון בן-ישי), né le 26 octobre 1943 à Jérusalem, est un journaliste israélien. Vétéran de guerre, il est reporter dans de nombreux conflits armés.

## Biographie
Ben-Yishai, est né à Jérusalem en 1943. Il va à l'école à la Reali School de Haïfa d'où il sort en 1961. Il rejoint les Forces de Défense d'Israël (Tsahal) et sert dans les parachutistes et la Brigade Golani. Il reçoit un B. A. en économie et en géographie de l'université hébraïque de Jérusalem en 1967.
Il est divorcé avec trois enfants et vit à Tel-Aviv. Il est chargé de cours sur les médias et le journalisme à l'université de Tel Aviv. En 2008, il est présent dans le film d'animation d'Ari Folman Valse avec Bachir, où il raconte son rôle dans l'intervention israélienne au Liban de 1982. Il parle hébreu, anglais et allemand, et partiellement arabe et français.

## Journalisme
En juin 1966, il commence à travailler comme journaliste financier pour Kol Israel, un poste qu'il occupe jusqu'en juin 1967. Pendant ce temps, il publie de nombreux programmes de radio. Au cours de la Guerre d'usure, il est correspondant de guerre pour Kol Israel. Lors de cette période, il est blessé alors qu'il couvrait un raid de TSAHAL sur le Fatah camp dans Pétra. En décembre 1969, il rejoint la chaîne Aroutz 1 de la télévision israélienne. En juin 1970, il est blessé dans un raid de TSAHAL sur le Plateau du Golan, après quoi il devient secrétaire de la nouvelle direction de la télévision israélienne. De 1972 à 1976, il produit également des émissions de télévision et de radio pour l'Europe. Il a produit et édité divers documentaires. En 1973, il couvre la Guerre du Kippour. Le 22 octobre, il accompagne un bataillon israélien près d'Ismaïlia. Alors qu'il s'apprêtait à partir, un bombardement lourd blesse des dizaines de soldats, y compris des ambulanciers. Sous le feu, il utilise le matériel médical pour assister les blessés. Il reçoit pour ses actes une décoration militaire par le Chef d'état-major israélien, Mordechai Gur, en septembre 1975.
Il a produit et édité une émission de télévision spéciale sur les leçons de la guerre. Il couvre l'invasion turque de Chypre en 1974, et s'est également rendu au Portugal pour réaliser un documentaire sur les Marranos. De 1978 à 1981, il est le correspondant politique du Yediot Aharonot à Washington, DC, où il est également commentateur pour ABC. En 1981, il retourne à la Télévision Israélienne en tant que militaire correspondant. Il couvre la Guerre du Liban de 1982. En septembre, c'est lui qui informe le Ministre israélien de la Défense, Ariel Sharon des massacres de Sabra et Chatila. Il est le premier journaliste à entrer dans les camps après le massacre. En 2008, après avoir reçu une récompense pour l'ensemble de sa carrière, il considère que cet événement en est le plus important.
En 1983, il est nommé commandant et rédacteur en chef de Galeï Tsahal, un poste qu'il occupe jusqu'en 1985. Il couvre le retrait Israélien du Liban. Après avoir quitté Galeï Tsahal, il devient commentateur et journaliste sur les affaires militaires pour Yediot Aharonot, et a été correspondant du Time. Il a également édité et hébergé, avec la Ram Evron, un talk-show appelé Ze HaZman ("c'est le temps") sur la Télévision Israélienne, de 1985 à 1987. Il couvre la guerre Soviétique en Afghanistan et a produit un film qui a ensuite été diffusé sur la NBC Nightly News en 1989. En 1989, il couvre la guerre de la drogue en Colombie pour Yediot Aharonot, le magazine Time et la télévision israélienne. Au cours de la Guerre du Golfe, il est correspondant de guerre pour la deuxième chaîne israélienne. En 1991, il couvre les réfugiés kurdes en Turquie et en Irak pour le Yediot Aharonot et la 2e chaîne. En 1992, il couvre la Guerre du Haut-Karabagh et la Guerre en Yougoslavie. De 1992 à 1993, il a été le correspondant du Yediot Aharonot à Washington. Pendant ce temps, il couvre le processus de paix Israélo–Palestinien. En 1993, il s'intéresse au nord de l'Irak. De 1993 à 1994, il a édité Reshet Hokeret ("Reshet enquête"), un programme d'enquête sur la 2e chaîne. De 1994 à 1996, il est chroniqueur pour le Yediot Aharonot. De juin 1995 à juin 1996, il a été rédacteur en chef de la Davar jusqu'à sa fermeture. En septembre 1996, il est devenu un commentateur militaire pour Yediot Aharonot. En 1999, il couvre la Guerre du Kosovo, où il est blessé. En 2000, il couvre la Deuxième Guerre de Tchétchénie. De 2001 à 2002, il est commentateur militaire pour la première chaîne. En octobre 2002, il est devenu un commentateur de Globes. En 2007, après l'Opération Orchard, il se rend en Syrie et visite sa capitale, Damas. À son retour, il est interrogé par la police israélienne, car la Syrie est toujours officiellement en guerre contre Israël, et considérée comme un « État ennemi ».
En 2004, il est nommé porte-parole pour le Président d'Israël, Moshe Katsav. Il démissionne en 2005. En 2002, il est attaqué en justice par Mordechai Vanunu. Selon Vanunu, Ben-Yishai a affirmé en 1999 que Vanunu a appris au Hamas comment fabriquer des bombes lors de son séjour en prison. Ben-Yishai se défend en citant le chef du Shin Bet, Ami Ayalon, et gagne son procès.

## Prix et récompenses
- Prix Shani du « Meilleur reportage sur le champ de bataille » en 1968
- Prix du CEO de l'Israel Broadcasting Authority Award en 1969
- Kinor David Award du meilleur documentaire en 1978
- Prix du journaliste de l'année par les quotidiens israéliens en 1989
- Récompense pour l'ensemble de sa carrière, avec Haim Yavin et Tommy Lapid en 2008[10]
- Prix Israël en 2018[11]